# 유형 (임회회공)
임회회공 유형(臨淮懷公 劉衡, ? ~ 41년)은 후한 초기의 황족으로, 광무제의 아들이다.

## 생애
건무 15년(39년), 임회공에 봉해졌다. 제후왕으로 승격되기 전에 죽었고, 아들이 없어 봉국은 폐지되었다. 시호를 회라 하였다.

## 출전
- 범엽, 《후한서》 권1하 광무제기 下·권42 광무십왕열전

| 선대 (첫 봉건) | 후한의 임회공 39년 4월 정사일 - 41년 6월 계사일 | 후대 (봉국 폐지) |